# イデストロイド
イデストロイド （YDESTROYDE）は永井心臓 (SYNZOU) によるソロプロジェクトである。
作詞・作曲・編曲・録音・ミキシング・編集・エフェクト・アートワーク等すべて自身が手がけ配信シングル楽曲はマスタリングも行っている。
コンセプトは、「破壊とは創造のための1つのツールである」。

## 来歴
2000年、同じサークルのメンバーとともにバンドスタイルでの活動を開始（この時のベーシストが劔樹人）、難波ベアーズを中心にあふりらんぽ、オシリペンペンズ等、関西ゼロ世代のバンドとともにシーンを賑わす。2004年、ハーフ・ジャパニーズと共演。1stアルバム『イデストロイド』をレコーディングするも、数回のメンバーチェンジ後、2005年にバンドとしての活動は終了。その後、再びSYNZOUのソロプロジェクトとして活動。2010年10月、1stシングル『必殺』を配信開始。
2011年1月よりライブ活動を再開、ライブではノートパソコンとターンテーブルを使用し、DJスタイルのパフォーマンスで独自のスタイルを築く。3月にはサウス・バイ・サウスウエストへの出演を含む全13カ所を巡るアメリカツアーを敢行。ツアー途中のユージーンでは飛び込みでラジオ出演を果たす。5月22日、初CD・2ndアルバム『SYNZOSIZER』リリース。

## 名前の由来
怪獣と戦うヒーローが実は一番街をぶち壊しているのではないかということから、「ウルトラマンのイデ隊員はデストロイヤー」からの説。「I destroyed」を「I(イ) destroyed(デストロイド)」と読んだ説。破壊(destroy)を繰り返す「destroy・destroy・destroy…」からの説など諸説言われているが、定かではない。

## 作品

### アルバム
1. イデストロイド （2004年）
  - 自主制作盤

  1. 2nd BIG BANG!!!!
  2. GET SHOCK
  3. JUNK CITY PUNIC OUT
  4. ROCKET YOU
  5. ROCKET YOU (HEY ANOTHER SPACE)
2. SYNZOSIZER （2011年5月、IVDMMm003）
  - INVADER MAMA

  1. THIS IS SPACE
  2. Jingle-1
  3. 必殺
  4. FLASHBACK D.N.A.
  5. Jingle-2
  6. くるくるドーン!!
  7. zzzzzMONSTERzzzzz
  8. SYNZOSIZER
  9. キカイテ
  10. OSAKA BLACKHOLE
  11. ミクロマクロ
  12. YDESTROYDE
  13. ハカイテ（Bonus track CDのみ）

### シングル
1. 必殺　（2010年10月、IVDMMm001、配信のみ）
2. GET SHOCK （2011年5月、IVDMMm004、配信のみ）